# ウエスタン・マリオネット 魔法のけん銃
『ウエスタン・マリオネット 魔法のけん銃』（原題：Four Feathers Falls）は、1960年にジェリー＆シルヴィア・アンダーソン夫妻が製作したイギリスの人形劇である。モノクロ作品。
『トイ・ストーリー2』に登場する番組の元ネタとなった作品であり、当番組に登場するキャラクターを意識したキャラクターが以後の作品にも複数登場するようになる。

## 概要

### 梗概
インディアンの子供マクーヤを助けたフォー・フェザー・フォールズ村のテックス・タッカー保安官は、お礼に貰った不思議な4枚の羽を酋長から貰う。このうちの2枚で、テックスの犬ダスティと馬ロッキーの話す内容がわかるようになり、もう2枚でテックスの拳銃がテックスを守るために自動的に弾が発射されるようになった。この拳銃を使ってフォー・フェザー・フォールズ村を守るためにテックスは活躍する。

### 登場人物
日本語版では、登場人物すべての吹き替えを中村メイコが一人で行っている。
| 名前                     | 声優                   | 頭部製作者                   |
| ------------------------ | ---------------------- | ---------------------------- |
| テックス・タッカー       | ニコラス・パーソンズ   | クリスティーン・グランヴィル |
| ロッキー                 | ケネス・コナー         | メアリー・ターナー           |
| ダスティ                 | ケネス・コナー         | クリスティーン・グランヴィル |
| マーサ・ジョーンズ       | デニース・ブライヤー   | メアリー・ターナー           |
| ダン・モース             | ニコラス・パーソンズ   | クリスティーン・グランヴィル |
| ハガティ先生             | ケネス・コナー         | メアリー・ターナー           |
| スリム・ジム             | ケネス・コナー         | メアリー・ターナー           |
| リトル・ジェイク         | デニース・ブライヤー   | メアリー・ターナー           |
| エニベーザー・トウィンク | デイヴィッド・グレアム | メアリー・ターナー           |
| ペドロ                   | ケネス・コナー         | クリスティーン・グランヴィル |
| フェルナンド             | デイヴィッド・グレアム | クリスティーン・グランヴィル |
| カラマクーヤ             | ケネス・コナー         | クリスティーン・グランヴィル |
| マクーヤ                 | デニース・ブライヤー   | クリスティーン・グランヴィル |

フォー・フェザー・フォールズ村の住人
- テックス・タッカー - 保安官。カラ・マクーヤから魔法の羽を4枚貰い、そのうちの2枚を銃の力に使う。
- ロッキー - タッカーの愛馬。魔法の羽の力1枚を使い、話せるようになる。イングランド出身のサラブレッド。
- ダスティ - タッカーの愛犬。魔法の羽の力1枚を使い、話せるようになる。しばしば慌てて早口となる。
- マーサ・ジョーンズ - 雑貨屋の店主。
- マーヴィン・ジャクソン - ジャクソン銀行の頭取。
- ダン・モース - 電報屋。
- ハガティ先生 - 医者。
- スリム・ジム - 酒屋とホテルを経営している。
- リトル・ジェイク - 子供。マクーヤと仲が良い。
- エニベーザー・トゥインク - 町の長老。しばしばテックスの活躍を語る。

山賊
- ペドロ - メキシカンの山賊の親分。太っている。
- フェルナンド - メキシカンの山賊の子分。痩せている。
- ビッグ・ベン - 白人の悪党。上の二人よりも悪知恵が働く。

インディアン
- カラ・マクーヤ首長 - マクーヤを助けたテックスに魔法の羽を授ける。それ以後テックスをしばしば助ける。
- マクーヤ - テックスに助けられた先住民の子供。カラ・マクーヤのように魔法をうまく使えない。
- レッド・スキャルプ - ビッグ・ベン等と組んで悪さをしようとする先住民。

## 製作
『ジ・アドヴェンチャーズ・オブ・トウィズル』と『トーチー・ザ・バッテリー・ボーイ』で編曲を担当してきた音楽家のバリー・グレイは、これらの番組を作り出した小さな映像制作会社に鋭い興味を持ち続け、自らのアイディアを持ち込んだ。彼が提出したアイディアは後に『トゥ・ガン・テックス・オブ・テキサス（テキサスの二丁拳銃のテックス）』の題で膨らんでいった。初期の案ではテックスの拳銃の腕前が魔法によるとする人もいるというもので、犬と馬すら出てきておらず、街の名前もフォー・フェザー・フォールズを消した上でスペルタウンとグレイのメモには記されていた。
本作はAPフィルムズがこの先に制作していくSF作品とは異なるという点で特異的であるながらも、彫りの深いハンサムなヒーローと間抜けな悪役二人組が出てくるという点で後の作品と共通している。
これまでの作品の依頼者ロバータ・リーから独立従っていたジェリー・アンダーソンらは、彼女に知られないように第1話の制作を始めた。本作の人形製作に雇われた人形師ロジャー・ウッドバーンは、ロバータ・リーに見つかったときはジェリー・アンダーソンに庭師と彼女に紹介された、彼女が現れたときに皆が私をブランケットに包んで裏口に置いたと回想している。
セットや人形の製作が進むと、ロバータ・リーに別れを告げるときとなった。この別れは、APフィルムズのA（ジェリー・アンダーソン）とP（アーサー・プロヴィス）の間にも軋轢を生むこととなった。プロヴィスはリーからの『トーチー』の新シリーズ26話を製作したがっていたが、アンダーソンは異なった。結局ロバータ・リーは『トーチー』の続きをヴィヴィアン・マイロニーとともにブリティッシュ・パテ社で行った。

### 人形の改良
これまでの作品では「糸」が使われてきたが、本作からは細いタングステン・スチールが使われた。イーリングにあるワイヤの会社P・オーミストン・アンド・ソンズによって提供された特別製のワイヤは化学物質によってつや消し処理が表面に施された。それに加えてスタジオでは粉を吹いてさらなる反射を抑えたが、これらの代償はワイヤが切れやすくなったことだった。
そして後の「スーパーマリオネーション」の特徴の一つとも言える「話すことのできる」人形が初めて登場した。もともと手動で動かされていた口は、台詞との同期が難しかった。アンダーソンはこの改良を『トーチー』の監督をしながら考えていた。バーミンガムの音響技師ジョン・テイラー、ジーン・テイラー夫妻はこれまで録音等を担当してきたが、彼らとそのパートナーのチャールズ・ホリックやローランド・ライトとともにリップ＝シンク（lip-sync）装置を完成させた。この装置はテープの再生デッキが生み出した電気信号がワイヤを通じて人形の頭部へと伝わり、口につながった電磁石のスイッチを開閉することで口を動かすものだった。最初の回路図は1958年12月に製作された。最終的にRTCライト社が頭部の機構を、ホリック＆レイター社が制御卓を開発し完成した。しかし、これらの動作は理論上のものであり、腹話術で話す人形や口を開けたまま話す人形もいた。そのため手動で電流が制御され口が動かされることもあった。また、人形の頭に電気技術を組み込むことは既に『トーチー・ザ・バッテリー・ボーイ』の頭のランプで行われており、『サンダーバード』でフッドの眼が光るのもこれらの技術の応用である。
そして、この電磁石装置を頭部に埋め込むために、頭部にさらなる空間が必要となった。前作までは木製の頭部でここに眼と口を動かす機構が入れられていたが、頭部に電磁石と眼を動かす装置を入れるためには「頭蓋骨」を更に薄くする必要があり、用いられたのがグラスファイバーだった。こうして新しい人形の頭部がクリスティーン・グランヴィルとメアリー・ターナーによって、胴体がロジャー・ウッドバーンとジャック・ホワイトヘッドによって製作された。ゲストキャラクター用の「改造用（revamp）」人形は塑像用粘土（plasticine）から製作された。

### 声優の起用
犬のロッキーと馬のダスティと山賊のペドロには『トーチー』でバンブルドロップ氏の声を担当したケネス・コナーが起用された。また、マーサ・ジョーンズとリトル・ジェイク、マクーヤなどの女性と子供には『トゥイズル』で猫のフッツォの声を演じたデニース・ブライヤーが雇われた。さらに『Martin Kane, Private Investigator』に出演したある俳優を覚えていたジェリーは彼をトウィンクとレッド・スカルプ等に起用した。彼はデイヴィッド・グレアムで、今後中断も挟みながら『ロンドン指令X』まで関わる声優となった。最後に残るは保安官テックス・タッカーのみとなった。ある日ジェリーがブライヤーの元にやってきて台本を読む際に、アンダーソンが最初はテックスの台詞を読んでいたが、つっかえながらだったため彼女の夫が手助けをした。この夫の読み方を聞くとアンダーソンは「テックス・タッカーを見つけた」と感じ、ニコラス・パーソンズを起用することとした。

### 音楽
歌う保安官テックスの歌声には歌手のマイケル・ホリデイが起用された。ホリデイは劇中歌5曲とエンディング曲の歌声を担当し、400ポンドと画面全体の60%以上の大きさのクレジットを手に入れた。
劇伴は初めて全曲がバリー・グレイによって作曲・編曲された。これらの曲は後の作品でも使い回されることが極稀にあった。

### スタジオの移転
スタジオのあったアイレット・パークの管理人を通して、APフィルムズはアングロ合同会社のナット・コーハンとスチュアート・レイヴィに合うことが出来た。スチュアート・レイヴィはAPFと契約を結んだが、ナット・コーハンはそこまで熱心ではなく二人の歩調はあっていなかった。このことに悪いと感じたかもしれないナット・コーハンはグラナダ・テレビジョンに出資の話を通した。グラナダは第1話を観るとAPFに残りの38話分を依頼した。
新作の製作を聞きつけたアイレット・パークの管理人は屋敷を会社に売ることを提案したが、ここでもジェリー・アンダーソンとアーサー・プロヴィスの意見は対立した。これに賛成したアンダーソンにプロヴィスは渋々と認めされられたが、プロヴィスは『トーチー』26話分を終えたいと主張し、不動産に回す余裕がなかった。結局アンダーソンは6月にスラウ工業団地のイプスウィッチ・ロードにある倉庫へ移転することを決め管理人に伝えた。この倉庫は以前は特撮の第一人者レズ・ボウイが借りていたものだった。スタジオの移転は社員の手で行われ、自らの車でピストン輸送を行った。本作で後に初めて監督を行うこととなるデイヴィッド・エリオットは交差点で隣に停まったジェリーとアーサーの車に挨拶をするのに忙しくトラックに突っ込んでしまったが、ジェリーが事故費用を払うか提案したことがおかしかったと回想している。また、エリオットは本作のために購入されたガラガラヘビのように塗装されたヨーロッパヤマカガシをどうするかと美術部門のレッジ・ヒルに尋ねられた際、屋敷の庭に放すことを提案したとも回想している。人形師のロジャー・ウッドバーンはイプスウィッチ・ロードのスタジオの印象を「工場のように思えた」「実用的だったが、アイレット・パークに何かを置いてきてしまった」と後述している。
この新しいスタジオにはアイレット・パークにはなかったものが二つ取り入れられた。それはビデオ・アシストとブースである。アイレット・パークよりも天井が高くなったイプスウィッチ・ロードの倉庫では人形師が操演の際に立つ高さ6フィートのブリッジが設置された。しかし人形師から見えるのは人形の頭頂部のみでどちらを向いているのかすらわからなかった。これを解決したのがビデオ・アシスト装置である。これは撮影しているフィルム・カメラのファインダーに他のカメラを設置してモニターでその映像を見るものだった。しかし非常に映像は悪く隅にいる人形師が撮影されてしまうこともしばしばあった。しかし今ではハリウッドでもバングラデシュでも標準となっている。またブースは、スタジオの床から一段高くなった場所に設置された場所で、全体の状況を確認できマイクを通して全体に指示を出すことも出来た。さらにここにリップ＝シンク装置が設置された。しかしこのブースは不評だった。

### アーサー・プロヴィスの退社
こうした新技術の導入がさらに保守的なアーサー・プロヴィスと、ジェリー・アンダーソンの間の溝を深めた。最終的に1959年10月にアーサー・プロヴィスは管理職を辞職し、会社を去りロバータ・リーの元で働いた。彼には後悔の念はなかった。こうしてAPフィルムズの設立者で残っているのは、ジェリー・アンダーソン、ジョン・リード、レッジ・ヒル、シルヴィア・タムの4人となった。アーサー・プロヴィスはロジャー・ウッドバーンを新会社へ誘うようなこともしたが、ウッドバーンはそのまま残った。その後も製作は続いた。初期の製作はジェリー・アンダーソンが監督を務めていたが、やがてデイヴィッド・エリオットとアラン・パティロが交互に担うようになった。また本作から物をつかむ際の実写映像の挿入が始まった。
放映は1960年2月にITV系列で同時に始まり、同月には雑誌『TVタイムズ』の表紙も飾った。また『年鑑』やボードゲーム、漫画などの商品展開も行われた。最終話後に第2期の製作依頼をAPフィルムズは待ったが、電話が鳴ることは決してなかった。

## 各話リスト
出典:
| 制作 番号 | 英国初回 放送話数 | 英国版 DVD話数 | 日本 話数 | 邦題                         | 原題                         | 英国初回放送日 | 日本初回放送日 | 監督                     | 脚本                           |
| --------- | ----------------- | -------------- | --------- | ---------------------------- | ---------------------------- | -------------- | -------------- | ------------------------ | ------------------------------ |
| 1         | 1                 | 1              | 1         | テックス登場の巻             | How It Began                 | 1960年02月25日 | 1963年10月05日 | ジェリー・アンダーソン   | メアリー・キャスカート・ボアラ |
| 33        | 34                | 2              |           | ハガティ先生の誘拐の巻       | Kidnapped                    | 1960年10月06日 |                | ジェリー・アンダーソン   | メアリー・キャスカート・ボアラ |
| 4         | 4                 | 3              | 17        | ペドロの悪だくみの巻         | Pedro Has a Plan             | 1960年03月17日 | 1963年11月30日 | ジェリー・アンダーソン   | フィル・レスラー               |
| 8         | 8                 | 4              |           | ペドロの改心の巻             | Pedro’s Pardon               | 1960年04月14日 |                | ジェリー・アンダーソン   | フィル・レスラー               |
| 7         | 5                 | 5              | 2         | 一日だけの保安官の巻         | Sheriff for a Day            | 1960年03月24日 | 1963年10月05日 | ジェリー・アンダーソン   | フィル・レスラー               |
| 6         | 6                 | 6              | 3         | インディアンの襲撃の巻       | Indian Attack                | 1960年03月31日 | 1963年10月12日 | ジェリー・アンダーソン   | フィル・レスラー               |
| 5         | 7                 | 7              | 4         | おしおきされたペドロの巻     | A Close Shave                | 1960年04月07日 | 1963年10月12日 | ジェリー・アンダーソン   | フィル・レスラー               |
| 13        | 13                | 8              | 25        | ダスティ副保安官の巻         | Dusty Becomes Deputy         | 1960年05月19日 | 1963年12月28日 | ジェリー・アンダーソン   | フィル・レスラー               |
| 10        | 10                | 9              | 7         | 鉄砲の密輸の巻               | Gun Runners                  | 1960年04月28日 | 1963年10月26日 | ジェリー・アンダーソン   | フィル・レスラー               |
| 2         | 2                 | 10             | 8         | ペドロの有料道路の巻         | Trouble in Yellow Gulch      | 1960年03月03日 | 1963年10月26日 | ジェリー・アンダーソン   | フィル・レスラー               |
| 3         | 3                 | 11             | 6         | 砂漠の馬泥棒の巻             | Frame-Up                     | 1960年03月10日 | 1963年10月19日 | ジェリー・アンダーソン   | フィル・レスラー               |
| 30        | 31                | 12             | 5         | そこ掘れワンワンの巻         | Gold Diggers                 | 1960年09月15日 | 1963年10月19日 | ジェリー・アンダーソン   | フィル・レスラー               |
| 29        | 30                | 13             |           | 金の争奪戦の巻               | Gold Is Where You Find It    | 1960年09月08日 |                | ジェリー・アンダーソン   | フィル・レスラー               |
| 12        | 12                | 14             | 15        | マクーヤの魔法の巻           | Trapped                      | 1960年05月12日 | 1963年11月23日 | デイヴィッド・エリオット | フィル・レスラー               |
| 19        | 19                | 15             | 23        | 骨折り損のくたびれもうけの巻 | The Best Laid Plans          | 1960年06月30日 | 1963年12月21日 | ジェリー・アンダーソン   | フィル・レスラー               |
| 17        | 18                | 16             | 16        | 副保安官護衛の巻             | Escort                       | 1960年06月16日 | 1963年11月23日 | デイヴィッド・エリオット | フィル・レスラー               |
| 9         | 9                 | 17             | 9         | トゥィンク爺さん大活躍の巻   | The Toughest Guy in the West | 1960年04月21日 | 1963年11月02日 | ジェリー・アンダーソン   | フィル・レスラー               |
| 23        | 24                | 18             | 19        | お化け退治の巻               | Chance of a Ghost            | 1960年07月28日 | 1963年12月07日 | ジェリー・アンダーソン   | フィル・レスラー               |
| 16        | 16                | 19             | 20        | 1対3の決闘の巻               | Gun Play                     | 1960年06月09日 | 1963年12月07日 | デイヴィッド・エリオット | フィル・レスラー               |
| 14        | 14                | 20             |           | 正義の保安官テックスの巻     | A Lawman Rides Alone         | 1960年05月26日 |                | デイヴィッド・エリオット | フィル・レスラー               |
| 11        | 11                | 21             | 10        | 懸賞金は誰にの巻             | Jail Break                   | 1960年05月05日 | 1963年11月02日 | ジェリー・アンダーソン   | フィル・レスラー               |
| 18        | 17                | 22             | 18        | 鬼の居ぬ間の巻               | A Little Bit of Luck         | 1960年06月13日 | 1963年11月30日 | デイヴィッド・エリオット | フィル・レスラー               |
| 25        | 26                | 23             | 14        | 土地泥棒の巻                 | Land Grabbers                | 1960年08月11日 | 1963年11月16日 | ジェリー・アンダーソン   | フィル・レスラー               |
| 24        | 25                | 24             | 12        | 悪漢テックスの巻             | Once a Lawman                | 1960年08月04日 | 1963年11月09日 | デイヴィッド・エリオット | フィル・レスラー               |
| 21        | 22                | 25             | 13        | 選挙の日の巻                 | Election Day                 | 1960年07月14日 | 1963年11月16日 | ジェリー・アンダーソン   | フィル・レスラー               |
| 22        | 23                | 26             |           | 表通りの撃合いの巻           | Gun Fight on Main Street     | 1960年07月21日 |                | デイヴィッド・エリオット | フィル・レスラー               |
| 32        | 33                | 27             |           | 悪行のツケの巻               | A Bad Name                   | 1960年09月29日 |                | デイヴィッド・エリオット | フィル・レスラー               |
| 38        | 38                | 28             |           | 連れ去られたロッキーの巻     | Horse Thieves                | 1960年11月10日 |                | アラン・パティロ         | フィル・レスラー               |
| 20        | 20                | 29             | 24        | インチキ商人の巻             | The Ma Jones Story           | 1960年07月07日 | 1963年12月21日 | アラン・パティロ         | ジル・オールグッド             |
| 27        | 28                | 30             |           | 二人のフェルナンドの巻       | Bandits Abroad               | 1960年08月25日 |                | デイヴィッド・エリオット | ジル・オールグッド             |
| 26        | 27                | 31             |           | 魔法の薬の巻                 | A Cure for Everything        | 1960年08月18日 |                | アラン・パティロ         | ジル・オールグッド             |
| 34        | 35                | 32             |           | 歯痛で大騒ぎの巻             | Teething Troubles            | 1960年10月13日 |                | デイヴィッド・エリオット | ジル・オールグッド             |
| 15        | 15                | 33             | 11        | ロッキーお手柄の巻           | Buffalo Rocky                | 1960年06月02日 | 1963年11月09日 | アラン・パティロ         | ジル・オールグッド             |
| 28        | 29                | 34             |           | 危険な金庫の巻               | Safe as Houses               | 1960年09月01日 |                | デイヴィッド・エリオット | マーティン・ウッドハウス       |
| 31        | 32                | 35             | 21        | 鉄道開通の巻                 | First Train Through          | 1960年09月22日 | 1963年12月14日 | アラン・パティロ         | ジル・オールグッド             |
| 35        | 21                | 36             |           | 早撃ち名人の秘密の巻         | Fancy Shooting               | 1960年07月07日 |                | デイヴィッド・エリオット | マーティン・ウッドハウス       |
| 39        | 39                | 37             |           | テックスの誕生日の巻         | Happy Birthday               | 1960年11月17日 |                | アラン・パティロ         | ジル・オールグッド             |
| 37        | 37                | 38             | 26        | 魔法の町よ、さようならの巻   | Ambush                       | 1960年11月03日 | 1963年12月28日 | デイヴィッド・エリオット | ジル・オールグッド             |
| 36        | 36                | 39             | 22        | カウボーイ大会の巻           | Ride ’Em Cowboy              | 1960年10月27日 | 1963年12月14日 | アラン・パティロ         | ジル・オールグッド             |

## 日本での放送
日本では、1963年10月5日から同年12月28日までTBS系列局で2話連続で放送されていた。明治製菓（現・明治）の一社提供。放送時間は毎週土曜 19:00 - 19:30 （日本標準時）。日本語版吹替の声は全て中村メイコが担当した。彼女の声の使い分けはすでにラジオ番組『パパ行ってらっしゃい』があったが、テレビ番組では本作が初めてとなった。また音楽は中村の夫の神津善行が担当した。
その後1964年7月1日から7月18日まで16本放送された。放送時間は月曜から土曜 7:45 - 8:00（日本標準時）。
配給していたのは太平洋テレビであるが、同社は後に倒産した。
本作の終了後、同じく明治製菓がスポンサーを務めるアニメ『鉄腕アトム』（フジテレビ）が年明けにこの時間帯へ移動することになった。同じ提供番組同士が裏番組になるのを避けるため、明治製菓はこの枠のスポンサーを降りた。
2020年にCS放送のスーパー!ドラマTVにて再放送が行われたが、吹き替えではなく字幕版であった。

## ソフト

### DVD
リージョン2/PALのDVDが英Networkより販売されている。
- Four Feather Falls: The Complete Series（リージョン2/PAL）[32]

### Blu-Ray
英Networkより発売されている『宇宙船XL-5』の「中尉、閣下となる」のカラー化したBlu-Rayおよびドキュメンタリー『Filmed in Supermarionation』のBlu-Rayの特典ディスク『This Is Supermarionation』に「表通りの撃合いの巻」が収録されている。
- Fireball XL5: A Day in the Life of a Space General（リージョンB）[33]
- Filmed in Supermarionation / This Is Supermarionation（リージョンB）[34]

### CD
アンダーソン夫妻のファンクラブファンダーソンからサウンドトラックCDが一枚発売されている。
| 全作詞・作曲・編曲: バリー・グレイ。 |                                                     |                |                |      |
| #                                    | タイトル                                            | 作詞           | 作曲・編曲     | 時間 |
| 1.                                   | 「Main Titles」                                     | バリー・グレイ | バリー・グレイ | 1:09 |
| 2.                                   | 「Frame-Up」                                        | バリー・グレイ | バリー・グレイ | 3:56 |
| 3.                                   | 「The Phantom Rider」                               | バリー・グレイ | バリー・グレイ | 1:06 |
| 4.                                   | 「Gold Diggers」                                    | バリー・グレイ | バリー・グレイ | 4:04 |
| 5.                                   | 「Gold Is Where You Find It」                       | バリー・グレイ | バリー・グレイ | 2:53 |
| 6.                                   | 「The Rick-Rick-A-Rackety Train - backing track」   | バリー・グレイ | バリー・グレイ | 1:39 |
| 7.                                   | 「Trapped」                                         | バリー・グレイ | バリー・グレイ | 4:29 |
| 8.                                   | 「Four Feather Falls - backing track」              | バリー・グレイ | バリー・グレイ | 1:59 |
| 9.                                   | 「Escort」                                          | バリー・グレイ | バリー・グレイ | 4:45 |
| 10.                                  | 「The Toughest Guy In The West」                    | バリー・グレイ | バリー・グレイ | 5:59 |
| 11.                                  | 「Happy Hearts And Friendly Faces」                 | バリー・グレイ | バリー・グレイ | 1:37 |
| 12.                                  | 「Chance Of A Ghost」                               | バリー・グレイ | バリー・グレイ | 2:39 |
| 13.                                  | 「Gun Play」                                        | バリー・グレイ | バリー・グレイ | 5:36 |
| 14.                                  | 「The Phantom Rider - backing track」               | バリー・グレイ | バリー・グレイ | 1:09 |
| 15.                                  | 「Jail Break」                                      | バリー・グレイ | バリー・グレイ | 5:01 |
| 16.                                  | 「A Little Bit Of Luck」                            | バリー・グレイ | バリー・グレイ | 1:37 |
| 17.                                  | 「Happy Hearts And Friendly Faces - backing track」 | バリー・グレイ | バリー・グレイ | 1:38 |
| 18.                                  | 「The Ma Jones Story」                              | バリー・グレイ | バリー・グレイ | 3:45 |
| 19.                                  | 「Bandits Abroad」                                  | バリー・グレイ | バリー・グレイ | 5:31 |
| 20.                                  | 「Four Feather Falls」                              | バリー・グレイ | バリー・グレイ | 1:48 |
| 21.                                  | 「First Train Through」                             | バリー・グレイ | バリー・グレイ | 3:48 |
| 22.                                  | 「The Rick-Rick-A-Rackety Train」                   | バリー・グレイ | バリー・グレイ | 1:33 |
| 23.                                  | 「Ambush」                                          | バリー・グレイ | バリー・グレイ | 4:58 |
| 24.                                  | 「Ride ‘Em Cowboy」                                 | バリー・グレイ | バリー・グレイ | 4:24 |
| 25.                                  | 「Two Gun Tex」                                     | バリー・グレイ | バリー・グレイ | 1:44 |
| 26.                                  | 「Four Feather Falls」                              | バリー・グレイ | バリー・グレイ | 1:44 |
| 合計時間:                            | 合計時間:                                           | 80:31          |                |      |

### 注
1. ↑  『サンダーバード』第21話「にせ者にご注意」の終盤でスコットがエリオットに話しかける場面があるが口が動いていない。そのため吹替版はアランの台詞として処理されている。
2. ↑  『スティングレイ』第10話「深海の人質」でアトランタを脅かした後のテンペスト艦長
3. ↑  『サンダーバード』の白黒の舞台裏映像では第18話「秘密作戦命令」冒頭のモリソン親子の台詞に合わせて技師が操作をしている様子が映っている[12]。
4. ↑  『サンダーバード』第7話「原子力機・ファイアーフラッシュ号の危機」のアイルランドの農場の場面の曲は本作の「鬼の居ぬ間の巻」の曲であり、『ロンドン指令X』第13話「空飛ぶクラシック・カー」で空軍基地で将軍が煤まみれになりながら戦闘機と連絡を取ろうとする場面の曲は本作の「インチキ商人の巻」のものである。
5. ↑  『宇宙船XL-5』まではゴム手袋をはめて人形の手のように見せていたが、『スティングレイ』以降は素手になった[25]。
6. ↑  「スーパー！ドラマTV」で放映された際には「先住民の襲撃の巻」と改題され放送された。